# Phước Tân (phường)
Phước Tân là một phường thuộc tỉnh Đồng Nai, Việt Nam.
Đây là một trong 7 đơn vị hành chính cấp xã không thực hiện sắp xếp sau sáp nhập xã, phường của tỉnh Đồng Nai năm 2025.

## Địa lý
Phường Phước Tân có vị trí địa lý:
- Phía đông giáp xã Trảng Bom
- Phía tây giáp phường Long Hưng
- Phía nam giáp phường Tam Phước
- Phía bắc giáp các phường Long Bình, Hố Nai và xã Bình Minh.

Phường Phước Tân có diện tích 42,82 km², dân số năm 2025 là 64.181 người, mật độ dân số đạt 1.498 người/km².
Quốc lộ 51 đi qua địa bàn phường.

## Lịch sử
Trước đây, Phước Tân là một xã thuộc huyện Long Thành.
Ngày 6 tháng 11 năm 2006, Uỷ ban Nhân dân tỉnh Đồng Nai ban hành Quyết định 9537/QĐ-UBND, trong đó
- Thành lập ấp Vườn Dừa và ấp Hương Phước từ một phần ấp Đồng.
- Thành lập ấp Tân Lập từ một phần ấp Tân Cang.

Ngày 5 tháng 2 năm 2010, Chính phủ ban hành Nghị quyết số 05/NQ-CP. Theo đó, chuyển xã Phước Tân về thành phố Biên Hòa quản lý.
Ngày 10 tháng 5 năm 2019, Ủy ban thường vụ Quốc hội ban hành Nghị quyết số 694/NQ-UBTVQH14 (nghị quyết có hiệu lực từ ngày 1 tháng 7 năm 2019). Theo đó, thành lập phường Phước Tân trên cơ sở toàn bộ 42,77 km² diện tích tự nhiên và 52.602 người của xã Phước Tân.

## Hành chính
Phường Phước Tân được chia thành 8 khu phố: Đồng, Hương Phước, Miễu, Rạch Chiếc, Tân Cang, Tân Lập, Tân Mai, Vườn Dừa.